# Masdevallia walteri
Masdevallia walteri är en orkidéart som beskrevs av Carlyle August Luer. Masdevallia walteri ingår i släktet Masdevallia och familjen orkidéer.
Artens utbredningsområde är Costa Rica. Inga underarter finns listade i Catalogue of Life.